# بلاکباستر (سرگرمی)

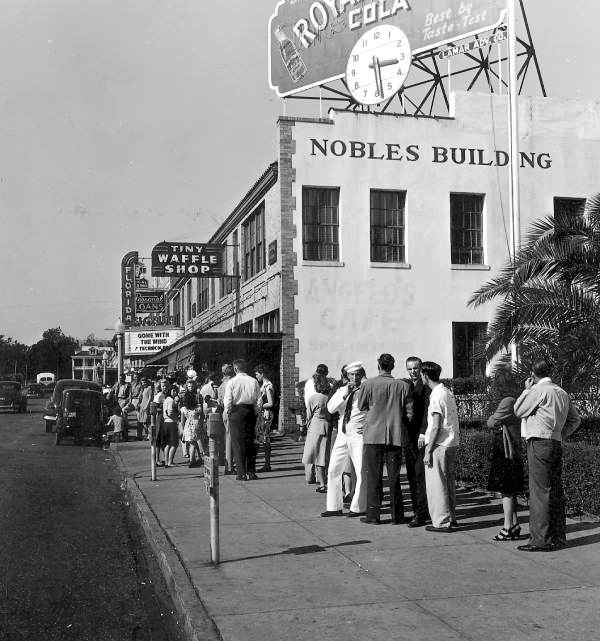
تشکیل صف برای فیلم بربادرفته در سال ۱۹۴۷

بلاکباستر (انگلیسی: Blockbuster) اثری سرگرم‌کننده است که بسیار محبوب و از لحاظ تجاری نیز موفق است. این اصطلاح همچنین به هر محصولی با بودجهٔ کلان که با هدف بازارهای انبوه همراه با کالای مرتبط که از پیش برای موقعیت «بلاکباستر» تعیین شده است، اشاره دارد. وضعیت مالی یک استودیوی فیلم یا توزیع‌کنندهٔ آن می‌تواند به موفقیت بلاکباستر بستگی داشته باشد.
این اصطلاح در اوایل دههٔ ۱۹۴۰ در مطبوعات آمریکا ظاهر شد. از معروف‌ترین بلاکباسترها می‌توان به فیلم‌های دنیای سینمایی مارول اشاره کرد.